# Loxophlebia austeria
Loxophlebia austeria là một loài bướm đêm thuộc phân họ Arctiinae, họ Erebidae.